# Hiawassee
Hiawassee és una població dels Estats Units a l'estat de Geòrgia. Segons el cens del 2000 tenia 808 habitants.

## Demografia
Segons el cens del 2000, Hiawassee tenia 808 habitants, 355 habitatges, i 203 famílies. La densitat de població era de 184,6 habitants/km².
Dels 355 habitatges en un 14,1% hi vivien nens de menys de 18 anys, en un 45,6% hi vivien parelles casades, en un 10,1% dones solteres, i en un 42,8% no eren unitats familiars. En el 40,3% dels habitatges hi vivien persones soles el 24,2% de les quals corresponia a persones de 65 anys o més que vivien soles. El nombre mitjà de persones vivint en cada habitatge era d'1,86 i el nombre mitjà de persones que vivien en cada família era de 2,39.
Per edats la població es repartia de la següent manera: un 10% tenia menys de 18 anys, un 5,4% entre 18 i 24, un 13,1% entre 25 i 44, un 25,1% de 45 a 60 i un 46,3% 65 anys o més.
L'edat mediana era de 62 anys. Per cada 100 dones de 18 o més anys hi havia 65,6 homes.
La renda mediana per habitatge era de 26.615 $ i la renda mediana per família de 31.458 $. Els homes tenien una renda mediana de 28.929 $ mentre que les dones 22.917 $. La renda per capita de la població era de 19.957 $. Entorn del 12,6% de les famílies i el 16% de la població estaven per davall del llindar de pobresa.

## Poblacions més properes
El següent diagrama mostra les poblacions més properes.